# Franz Nicklisch

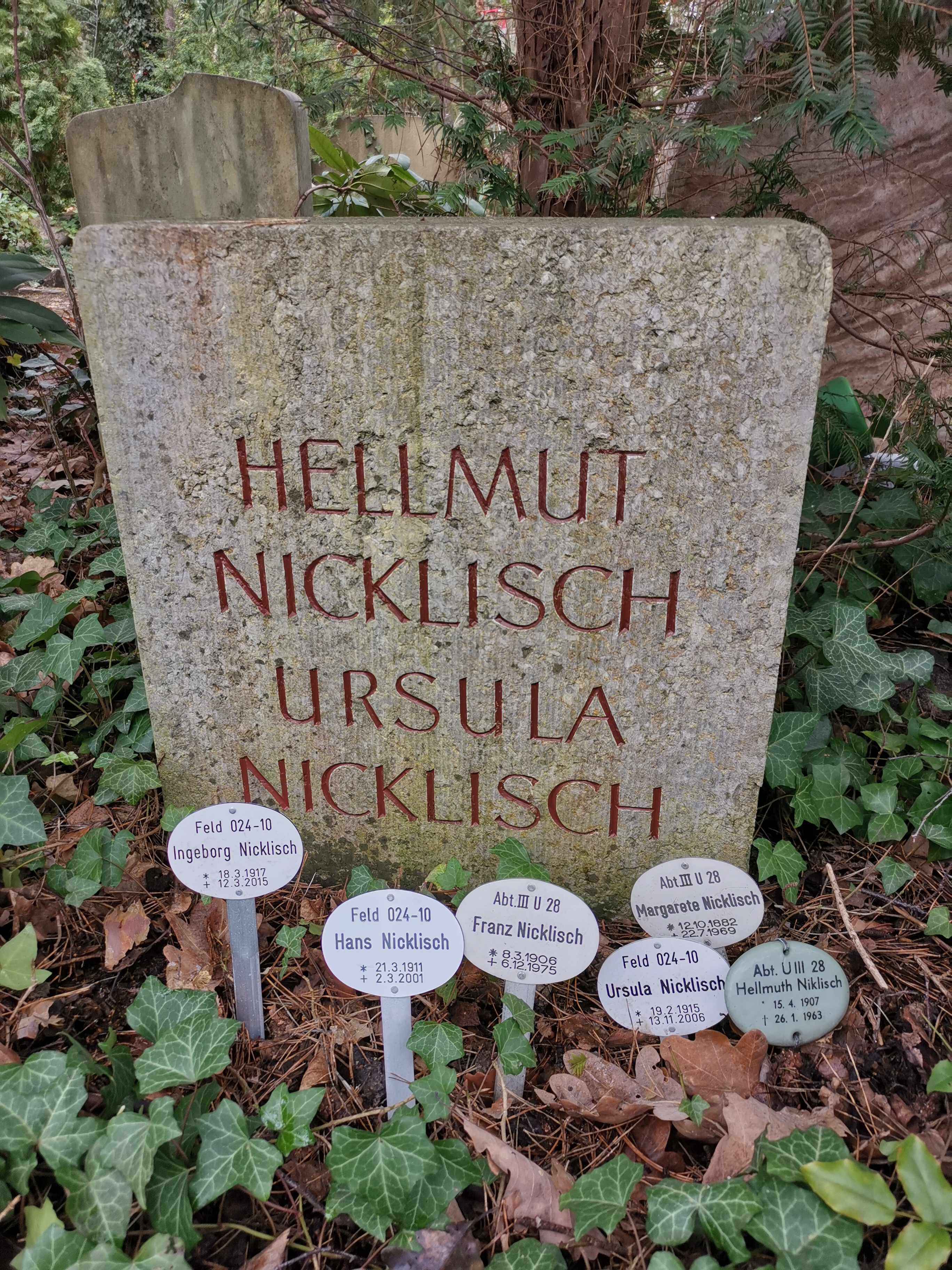
Grabstelle der Brüder Franz und Hans Nicklisch auf dem Waldfriedhof Zehlendorf in Berlin (Feld 24-10)

Franz Friedrich Nicklisch (* 8. März 1906 in Hasserode; † 6. Dezember 1975 in Berlin) war ein deutscher Schauspieler und Synchronsprecher.

## Leben
Nach dem Besuch der Höheren Handelsschule absolvierte Nicklisch von 1926 bis 1927 die Theaterschule des Deutschen Theaters Berlin. 1928 gab er am Landestheater Halle als Gyges in Friedrich Hebbels Gyges und sein Ring sein Bühnendebüt. Es folgten Theaterengagements in Halle, Thale/Harz und Berlin (Staatstheater unter Gustaf Gründgens, Deutsches Theater, Hebbel am Ufer, Schlosspark- und Schillertheater). Dabei spielte er zunächst überwiegend Rollen im Fach des jugendlichen Helden und Liebhabers, später auch Charakterrollen wie den Lennie in John Steinbecks Von Mäusen und Menschen (Schlosspark-Theater unter Boleslaw Barlog) und den Schweizer in Schillers Räubern. In einer späteren Inszenierung desselben Stücks spielte er den Alten Moor unter der Regie von Fritz Kortner. Weitere Hauptrollen: Der Dorfrichter Adam in Heinrich Kleists Der Zerbrochene Krug, der Alte Werle in Ibsens Wildente sowie in William Hanleys Langsamer Tanz und in Die Einladung mit Helmut Griem unter der Regie Hans Schweikarts. 1971 wurde Nicklisch für hervorragende künstlerische Leistungen vom Berliner Senat zum Staatsschauspieler ernannt.
1931 gab Nicklisch mit einer kleinen Rolle im Fritsch/Harvey-Musical Der Kongreß tanzt sein Spielfilmdebüt. In den Folgejahren spielte Nicklisch kleinere und größere Rollen in Produktionen wie Friedrich Schiller – Triumph eines Genies (mit Horst Caspar in der Titelrolle), Tanz auf dem Vulkan (als Freund der von Gustaf Gründgens verkörperten Hauptfigur) und in Das Mädchen Johanna, Gustav Ucickys tendenziöser Adaption des Jungfrau-von-Orléans-Stoffes. Nicklisch stand 1944 in der Gottbegnadeten-Liste des Reichsministeriums für Volksaufklärung und Propaganda.
Auch in der Nachkriegszeit bot die Filmproduktion zahlreiche Rollen für Nicklisch: Er spielte neben Heinz Rühmann in Der eiserne Gustav, als Vater von Horst Buchholz in Endstation Liebe, neben Martin Held im Drama Spion für Deutschland sowie in einer Disney-Adaption von Erich Kästners Emil und die Detektive.
Darüber hinaus arbeitete Nicklisch umfangreich in der Synchronisation und lieh seine Stimme international bekannten Schauspielkollegen wie Charles Bronson (Die glorreichen Sieben), William Holden (Arizona), Lee Marvin (Die Caine war ihr Schicksal), Pierre Mondy (Der Weg ins Verderben), Harold Russell (in seiner Oscar-prämierten Rolle als Kriegsversehrter in Die besten Jahre unseres Lebens) und John Wayne (Höllenfahrt nach Santa Fé).
Franz Nicklisch war mit der Schauspielkollegin Ursula Meißner verheiratet, mit der er einen Sohn, Andreas Nicklisch (Journalist und leitender UNO-Beamter), hatte. Sein Bruder Hans war als Schriftsteller (unter anderem Vater Unser Bestes Stück) tätig.
Er ruht auf dem Waldfriedhof Zehlendorf, neben seinem Bruder.

## Filmografie (Auswahl)
- 1931: Der Kongreß tanzt
- 1931: Stürme der Leidenschaft
- 1933: Morgenrot
- 1933: Inge und die Millionen
- 1934: Zwischen zwei Herzen
- 1934: Der schwarze Walfisch
- 1935: Das Mädchen Johanna
- 1938: Tanz auf dem Vulkan
- 1940: Friedrich Schiller – Der Triumph eines Genies
- 1940/42: Der große König
- 1942: Zwischen Himmel und Erde
- 1950: The Big Lift
- 1950: Fünf unter Verdacht
- 1956: Spion für Deutschland
- 1957: Endstation Liebe
- 1958: Der eiserne Gustav
- 1958: Mylord weiß sich zu helfen (TV)
- 1964: Emil und die Detektive (Emil and the Detectives)
- 1967: Rheinsberg

## Hörspiele
- 1946: Carl Zuckmayer: Katharina Knie – Regie: Hannes Küpper (Berliner Rundfunk)
- 1947: John Boynton Priestley: Die fremde Stadt – Bearbeitung und Regie: Hedda Zinner (Berliner Rundfunk)
- 1949: Aristophanes: Lysistrata – Regie: Carlheinz Riepenhausen (Berliner Rundfunk)
- 1949: Bodo Uhse: Der Lastträger – Regie: Carlheinz Riepenhausen (Deutschlandsender)
- 1950: Karl Sonnabend/Werner Hardt: Der himmlische Landverteiler – Regie; Werner Stewe (Berliner Rundfunk)